# Christiane Underberg
Christiane Underberg, geborene Schattauer-Klönne  (* 10. Dezember 1939 in Frankfurt an der Oder), ist eine deutsche Unternehmerin und war ab 1982 viele Jahre Geschäftsführerin der Semper idem Underberg GmbH, der Hauptgesellschaft des Spirituosenherstellers Underberg in Rheinberg, das sie zusammen mit Ehemann Emil und Tochter Hubertine in vierter bzw. fünfter Generation führt.

## Leben
Christiane Underberg flüchtete als Kind mit ihrer Familie nach Dortmund.
Der berufliche Werdegang der Christiane Underberg begann in den Jahren 1959 bis 1962 mit der Ausbildung zur Sozialarbeiterin an der Anna-Zilken-Schule, Dortmund; damals in privater, katholischer Trägerschaft. Ihr staatliches Anerkennungsjahr absolvierte sie in Hamburg. Ursprünglich wollte sie Architektur studieren und im väterlichen Betrieb arbeiten, einem Unternehmen der Schwerindustrie im Bereich Brückenbau und Gasbehälter.
Den Grundstein für ihren späteren beruflichen Erfolg legte sie mit der Teilnahme am Destillateurkurs des Westdeutschen Instituts zur Technologisierung der Spirituosen im Jahr 1965. Es folgte die Führung eines landwirtschaftlichen Betriebes, und im Jahre 1976 wurde sie Meisterin der Hauswirtschaft und bildete seither Hauswirtschaftlerinnen im städtischen Bereich aus.
Im Jahr 1982 erfolgte dann die Ernennung zur Geschäftsführerin der Underberg KG und darauf folgend die Berufung in den Aufsichtsrat der Semper idem. Underberg AG/Rheinberg.
Christiane Underberg ist seit 1962 mit dem Unternehmer Emil Underberg verheiratet. Zusammen haben sie vier gemeinsame Kinder, zwei adoptierte Kinder. Sie ist bekennende Christin und gehört der römisch-katholischen Kirche an. Christliche Werte, wie der Fokus auf Mensch und Familie, sind ihr im Unternehmen und Alltag wichtig. Underberg war im Nachhaltigkeitsrat Beraterin von Bundeskanzlerin Angela Merkel. 1958 macht sie als eine der ersten Frauen in Deutschland den Jagdschein.

## Ehrenamtliche Tätigkeiten
Christiane Underberg ist auf vielen Feldern ehrenamtlich tätig. Sie ist unter anderem Vorsitzende der AG Jagdliche Ethik, Mitinitiatorin des Fonds FUST und war zwischen Juni 2007 und November 2008 Mitglied im Rat für Nachhaltige Entwicklung. Sie engagiert sich zudem im Bund Katholischer Unternehmer (BKU).

## Auszeichnungen
- 1998: Auszeichnung mit dem Benediktspreis der Stadt Mönchengladbach
- 2000: Großes Silbernes Ehrenzeichen für Verdienste um die Republik Österreich[4]
- 2002: Auszeichnung mit dem Rheinlandtaler der Landschaftsverbände in Nordrhein-Westfalen
- 2004: Bundesverdienstkreuz 1. Klasse des Verdienstordens der Bundesrepublik Deutschland
- 2004: Verleihung der Goldenen Ehrennadel des Bundesinnungsverbandes des Deutschen Steinmetz-, Stein- und Holzbildhauerhandwerks
- 2004: Verleihung der Paulus-Plakette des Bistums Münster durch Bischof Reinhard Lettmann
- 2009: Verleihung des Verdienstordens des Landes Nordrhein-Westfalen
- 2010: Ehrenmitgliedschaft der Deutschen Delegation im CIC (Internationaler Rat zur Erhaltung des Wildes und der Jagd)
- 2012: Unternehmerpreis des Business Club Aachen Maastricht
- 2012: The Peter Hathaway Capstick Hunting Heritage Award vom Dallas Safari Club
- Ehrensenator der Universität für Bodenkultur Wien